# Cantonul Villejuif-Est
Cantonul Villejuif-Est este un canton din arondismentul L'Haÿ-les-Roses, departamentul Val-de-Marne, regiunea Île-de-France, Franța.

## Comune
| Comune                     | Populație (1999) | Cod poștal | Cod INSEE |
| -------------------------- | ---------------- | ---------- | --------- |
| Villejuif, commune entière | 47 384           | 94 800     | 94 076    |